# فراغ السلطة
فراغ السلطة هي الحالة التي يفقد فيها الفرد سيطرته على شيء ما ولا يوجد من يحل محله. وعادة ما يكون وضعًا سياسيًا يمكن أن يحدث عندما لا تمتلك الحكومة سلطة مركزية محددة. عند حدوث فراغ في السلطة، مثل أي فراغ مادي، تميل القوى الأخرى إلى الإسراع لملء الفراغ بمجرد حدوثه، وربما يأخذ ذلك شكل ميليشيا مسلحة، أو جماعات مسلحة، أو انقلاب عسكري، أو ظهور زعيم حرب أو دكتاتور.
شبه المؤرخ فيرناند بروديل الوضع في إيطاليا خلال عصر النهضة «بمنطقة الزوبعة، الفراغ الهائل»، الذي قد يكتسح الجيوش الأجنبية:
"إن قوة الحواجز في شرق وجنوب غرب أوروبا تختلف من قرن إلى قرن. وتتناوب عوالم البدو بين مجالات الإهمال والضعف وأحيانًا اليقظة غير الفعالة. وقد ألجأهم القانون الطبيعي حاليًا ناحية الغرب، والآن ناحية الشرق، وفقًا لما إذا كانت حياتهم الخلافية ستتأجج بسهولة أكثر في أوروبا، أو الدول الإسلامية، أو الهند، أو الصين. وقد أثارت أعمال إدوارد فيوتر الكلاسيكية الانتباه إلى منطقة الزوبعة، الفراغ الهائل عام 1494 في جميع أنحاء إيطاليا المجزأة بين الأمراء والجمهوريات الحضرية. وقد انجذبت جميع أنحاء أوروبا نحو هذه المنطقة ذات الضغط المنخفض والتي تسبب العاصفة. بالطريقة نفسها كانت الأعاصير تضرب باستمرار شعب السهوب شرقًا أو غربًا وفقًا للخطوط الأقل مقاومة.
أثناء الحرب الأهلية أو بعدها غالبًا ما يكون هناك فراغ في السلطة نوعًا ما. على سبيل المثال، تغرق حاليًا الدولة الصومالية التي مزقتها الحرب في فراغ السلطة، مع عدم وجود حكومة مركزية أو رئيس لممارسة الرقابة على «جمهورية الصومال» المزعومة.
تميزت بداية الحرب الأهلية في البوسنة عام 1992 بوجود فراغ في السلطة عقب تفكك يوغوسلافيا.
كذلك يمكن أن يحدث الفراغ في السلطة عقب حدوث أزمة دستورية تتقدم فيها قطاعات كبيرة من الحكومة باستقالتها أو تتم إقالتها، مما يثير قضايا غير واضحة تتعلق بالخلافة في مناصب السلطة.
عقب انتهاء الحرب العالمية الثانية، كان هناك فراغ في السلطة في أوروبا. وإلى جانب تقسيم ألمانيا إلى ألمانيا الشرقية وألمانيا الغربية، ودبلوماسية ستالين والحكم، وتطوير القنبلة الذرية، وسياسات احتواء الشيوعية، كان ينظر إلى توسع الاتحاد السوفيتي والولايات المتحدة الأمريكية وتزايد انعدام الثقة (الخوف من الهيمنة) باعتبارها عوامل أدت إلى ظهور الحرب الباردة.
وفي الآونة الأخيرة، كان من الممكن استغلال السيطرة القوية التي فرضها حزب البعث الذي ينتمي إليه صدام حسين على العراق خلال مرحلة تسليم السلطة الانتقالية في الفترة التي أعقبت غزو العراق. وبدلاً من ذلك، فقد أدت سياسة الحكومة الأمريكية لتطهير الحكومة العراقية من أعضاء حزب البعث بعد الغزو إلى خلق فراغ في السلطة والذي سرعان ما شغلته الجماعات المسلحة، التي بدأت بعد ذلك في مهاجمة أفراد الخدمة الأمريكية باستخدام العبوات الناسفة والقناصة.
كمثال اخر في ليبيا عند سقوط نظام القذافي وإنشاء مجلس انتقالي لم يقم بالسيطرة علي زمام الامور بشكل جيد من هنا بداء الصراع الداخلي لعدم وجود قوة داخلية فعالة تستطيع السيطرة علي الوضع وجميع الحلول كانت تلفقية الي ان انفجرت في منتصف 2014 وسبب في انفلات امني وانقسام بين السلطات التشريعية والتنفيذية.
يرتبط المفهوم العام «لفراغ السلطة» بالعديد من المواقف الشخصية والتنظيمية. ففي عالم الجريمة يستطيع كبار تجار المخدرات أن يتجنبوا المساس بهم خوفًا من أي رد فعل عنيف يحدث في حالة فراغ السلطة.